# Guity Novin

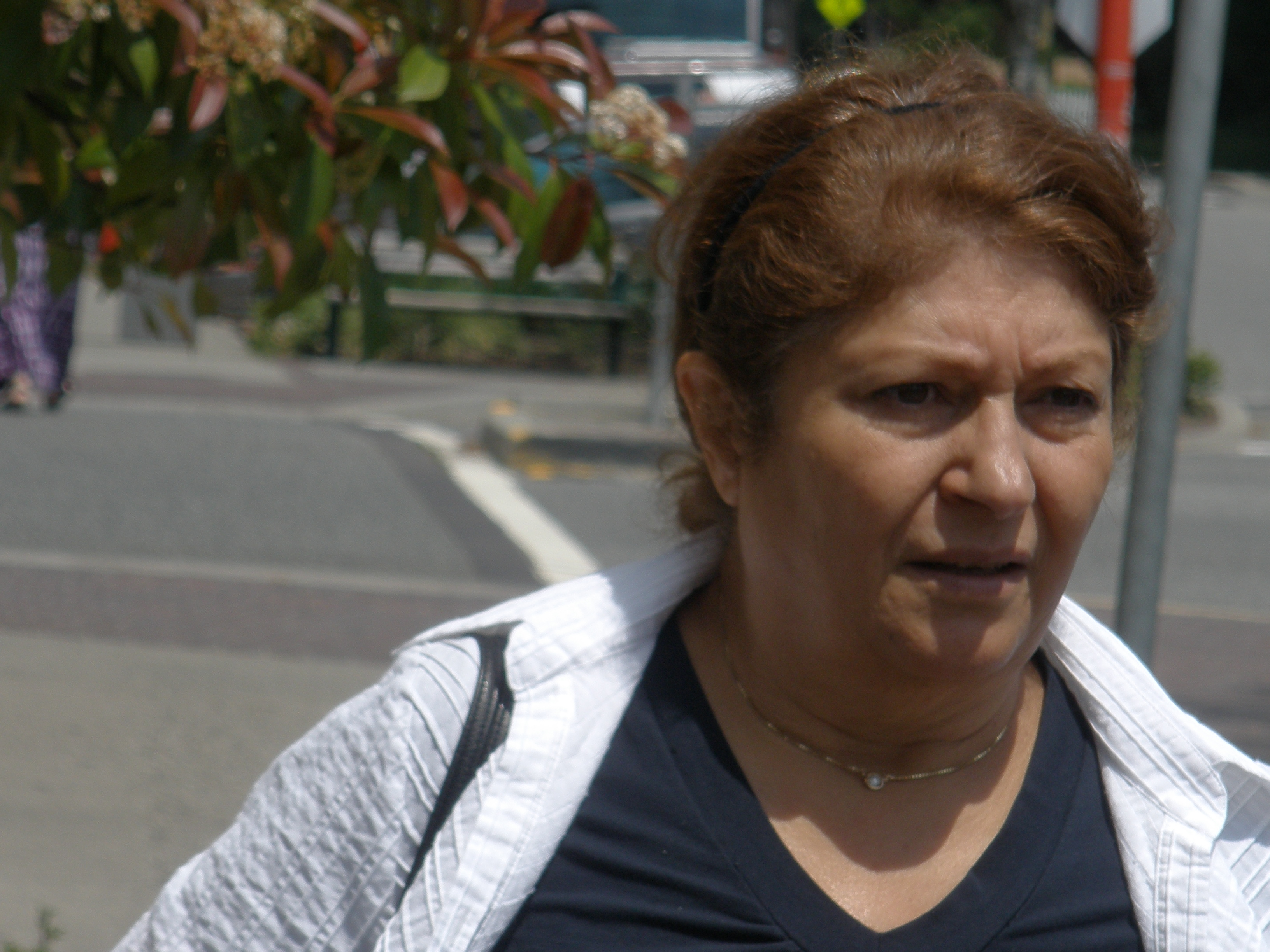
Guity Novin (2009)

Guity Novin (* 21. April 1944 in Kermānschāh, Iran; geborene Navran) ist eine iranisch-kanadische Malerin und Bildhauerin. Zurzeit wohnt und arbeitet sie in Vancouver und in Toronto.

## Leben
1970 graduierte Guity Novin am Institute of Fine Arts der Farabi University in Teheran. Ihre Bilder wurden im "Salon d' autumn" in Paris ausgestellt. 1974 zog sie nach Den Haag in Holland, um dort an der "Vrije Academie voor Beeldende Kunsten" zu studieren. Ihre Bilder wurden in der Noordeinde Galerie ausgestellt. Im Jahr 1976 wechselte sie nach Manchester in England, wo ihre Bilder 1978 in der Didsbury Library ausgestellt wurden. 1979 wurde sie von einer Jury für die E.C.A Ausstellung im Nationaltheater in London ausgewählt.
1980 wanderte sie nach Kanada aus. Sie lebte von 1979 bis 1983 in Kingston in Ontario, von 1983 bis 1984 in Montreal und von 1984 bis 1996 in Ottawa. Schließlich zog sie nach Vancouver um. Ihre Bilder wurden in Kingston in der Brock Street Galerie ausgestellt, in Montréal in der Sherbrooks Galerie, in Ottawa in den Artex und Trillium Galerien, in Toronto in der Christopher Hughes Galerie und in Vancouver in der Guthenham Galerie. 2001 stellt sie im Le Carnaval de La licorne aus. Sie ist Mitglied im nationalen Ausschuss der Künstler der UNESCO.

## Grafik
Guity Novin arbeitete als Grafikerin, in den 1960er und den 1970er Jahren entwarf sie im Iran Titelbilder für Zeitschriften wie Negin und Zaman sowie für Veröffentlichungen des Free Cinema of Iran. Auch die Plakate für das Erste Internationale Film Festival in Teheran stammen von ihr. In Ottawa wurden ihre Zeichnungen in den 1980er Jahren in der vierteljährlich erscheinenden, feministischen Zeitschrift Breaking the Silence veröffentlicht.

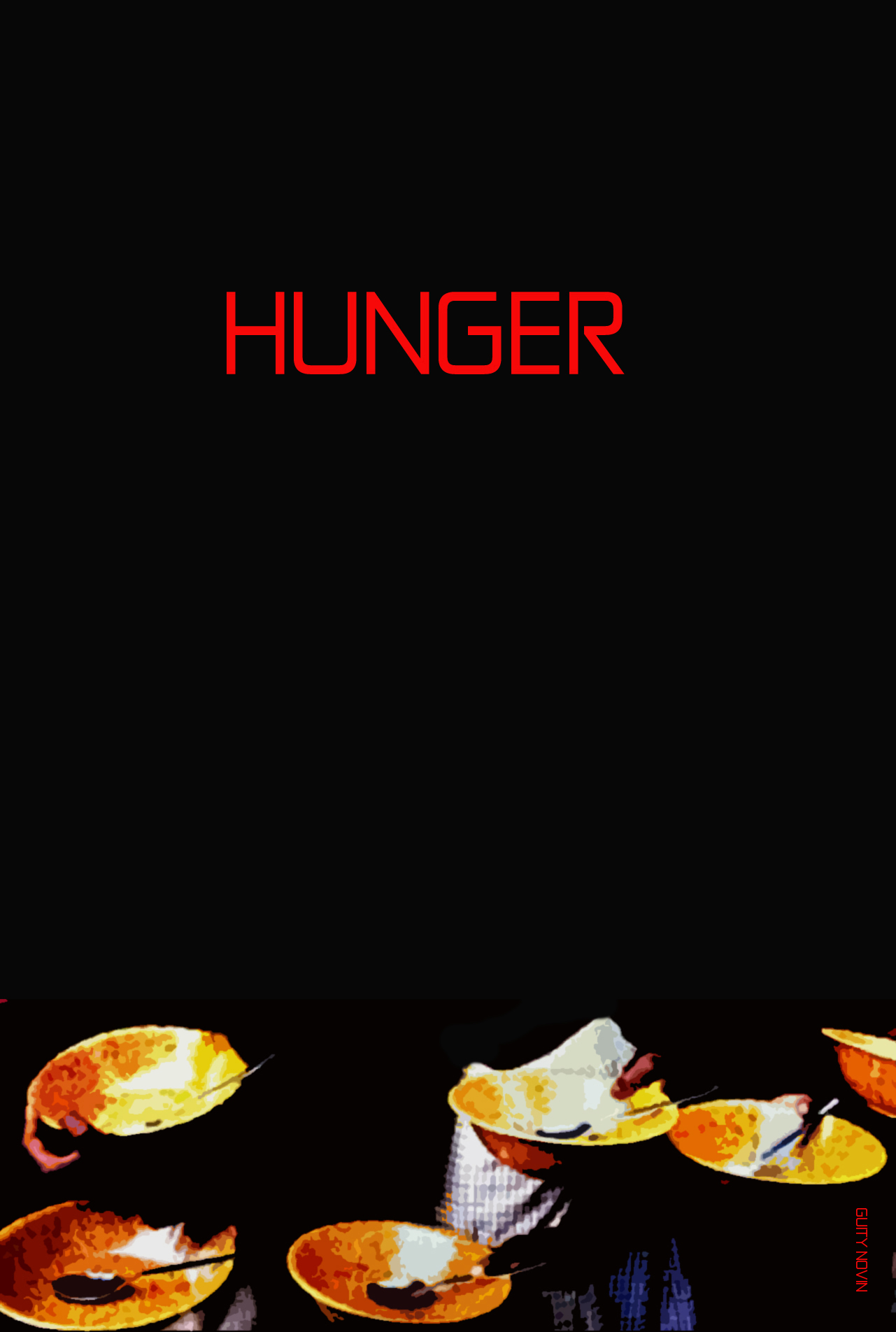
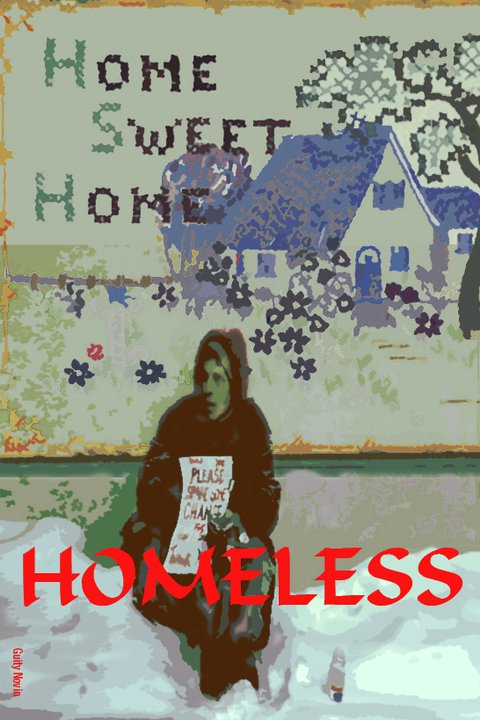
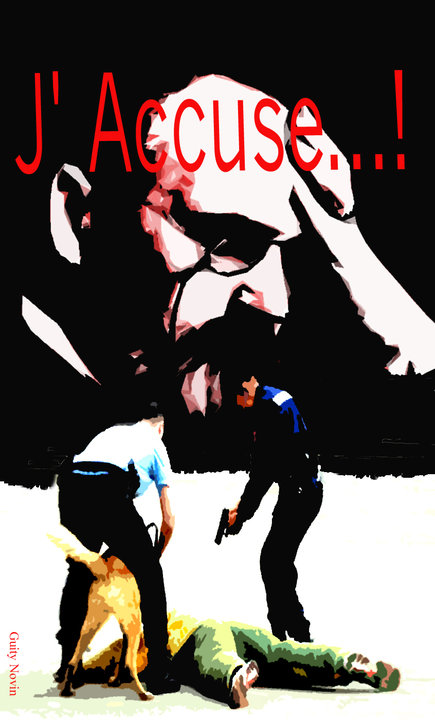